# Істіклол (футбольний клуб, Ташкент)
Футбольний клуб «Істіклол» (Ташкент) або просто Істіклол (узб. Istiqlol Toshkent futbol klubi) — професійний узбецький футбольний клуб з міста Ташкент.

## Історія
Футбольний клуб «Істіклол» було засновано в 1994 році в Ташкенті. В 1994 році дебютував у другій лізі чемпіонату Узбекистану, в якій виступав до 1999 року. У 2000 році клуб було розформовано.
Футбольний клуб «Істіклол» був повторно заснований на початку 2012 року. Клуб був створений як аналог російського клубу з Махачкали — «Анжи» (емблема, стиль і колір форми дуже нагадують «Анжи»), де в той час в «Анжи» грав півзахисник збірної Узбекистану Оділ Ахмедов.
У 2012 році, «Істіклол» почав виступати в другій лізі чемпіонату Узбекистану і в дебютному сезоні посів перше місце і виграв путівку в першу лігу. У 2013 році «Істіклол» вперше дебютував у першій лізі. У першому раунді чемпіонату, клуб брав участь у групі «Схід» і за підсумками раунду посів дев'яте місце з дванадцяти команд. У другому раунді клуб зайняв одинадцяте місце з шістнадцяти команд за підсумками чемпіонату.
У сезоні 2014 року, в першому раунді в групі «Схід», «Істіклол» посів сьоме місце і забезпечив собі перехід в другій раунду ліги. У другому раунді за підсумками чемпіонату клуб зайняв тринадцяте місце з шістнадцяти команд-учасниць, але в 2015 році не брав участі в чемпіонаті.

## Досягнення
- Першість Ташкенту з футболу
  -  Чемпіон — 2012

- Друга ліга чемпіонату Узбекистану
  -  Чемпіон — 2012

- Кубок Узбекистану
  - 1/8 фіналу (2) 2013, 2014

## Відомі гравці
- Алішер Узаков
- Тимур Садиров
- Джамал Нармирзаєв
- Андрій Акопянц

## Відомі тренери
…
- 2014:  Камол Юнашев